# GoldenEye: Rogue Agent
GoldenEye: Rogue Agent es un videojuego de James Bond distribuido por Electronic Arts para PlayStation 2, Nintendo GameCube, Xbox y Nintendo DS. Este es el primer juego en el cual el jugador no controla a 007, sino que a un aspirante agente 00 llamado GoldenEye, quien es reclutado por Auric Goldfinger, un miembro de SPECTRE, para asesinar a su rival, el Dr. Julius No. Varios personajes de otras películas de James Bond como Pussy Galore, Oddjob, y Xenia Onatopp hacen apariciones dentro del juego. En el juego se encontraran niveles familiares como la Hoover dam, Hong Kong, Fort Knox, etc.

## Recepción
Este juego es largamente considerado para ser en un intento para recrear el éxito de uno de los videojuegos de mayor venta en la reciente historia, GoldenEye 007, el cual fue un juego de acción en primera persona para Nintendo 64 basado en la película GoldenEye. El juego tiene muy poco que ver ya sea con la película GoldenEye o el juego de Nintendo 64, y fue lanzado para mediocres reportajes, y fue criticado por usar el nombre GoldenEye en un intento para vender el juego por andar en el éxito del juego de Rare.

## Enlaces enternos
- GoldenEye: Rogue Agent en MobyGames